# Valea Hotarului (okręg Ardżesz)
Valea Hotarului – wieś w Rumunii, w okręgu Ardżesz, w gminie Dragoslavele. W 2011 roku liczyła 652 mieszkańców.